# Fereastra secretă
Fereastra secretă (Secret Window) este un film thriller psihologic din 2004 în care interpretează actorii Johnny Depp și John Turturro. A fost scris și regizat de David Koepp, pe baza nuvelei Fereastra secretă, grădina secretă (Secret Window, Secret Garden) de Stephen King. Muzica filmului a fost scrisă de Philip Glass și Zanelli Geoff. Povestirea a apărut în colecția lui King Four Past Midnight. Filmul a fost lansat pe 12 martie 2004 de Columbia Pictures.

## Povestea
Scriitorul de succes Mort Rainey (Johnny Depp) suferă o pauză psihotică când o prinde pe soția sa Amy (Maria Bello) în pat cu un alt bărbat (Timothy Hutton). Până la finalizarea divorțului se retragere în cabina sa din orășelul de la țară Tashmore Lake aflat în nordul statului New York. Depresiv și suferind de lipsă de inspirație ca scriitor, Mort se întâlnește într-o zi cu misteriosul John Shooter (John Turturro). John Shooter este un producător de lactate din Mississippi care îl acuză de plagiat. John își lasă manuscrisul său Sowing Season (Sezonul însămânțării) despre care pretinde că a fost copiat. Mort nu este de acord cu ideea lui Shooter și, fiind bolnav psihic, aruncă cartea departe, dar doamna care făcea curățenie îl scoate din coșul de gunoi și i-l dă înapoi. Curios, Mort citește povestea și este surprins să descopere numeroase asemănări cu propria sa poveste Secret Window (Fereastra secretă).

## Distribuție

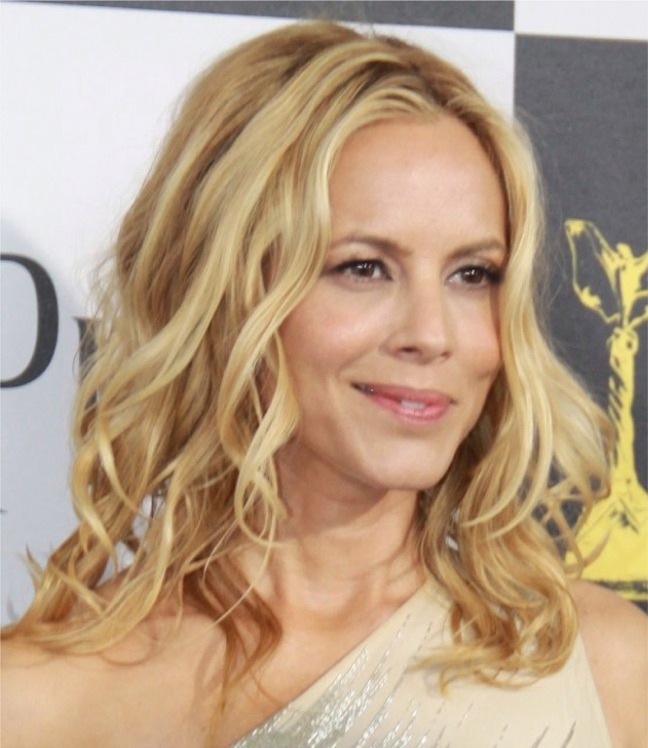
Maria Bello

- Johnny Depp este autorul Mort Rainey
- John Turturro este misteriousul John Shooter
- Maria Bello este Amy, soția lui Mort
- Timothy Hutton este Ted Milner, noul iubit al lui Amy
- Len Cariou este Șeriful Dave Newsome
- Charles S. Dutton este Detectivul Privat Ken Karsch
- John Dunn Hill este Tom Greenleaf